# 东北社区发展理事会

東北區

东北社区发展理事会（英語：North East Community Development Council）是新加坡共和國設立的五個社區發展理事會之一，協助地區政府政策和項目的管理。
截至2015年7月，東北區包括：
- 阿裕尼集選區
  - 勿洛蓄水池-榜鵝
  - 友诺士
  - 加基武吉
  - 巴耶利峇
  - 实龙岗
- 白沙-榜鹅集選區
  - 白沙東
  - 白沙西
  - 盛港中
  - 榜鹅北
  - 榜鹅海岸
  - 榜鹅西
- 淡滨尼集選區
  - 淡滨尼中
  - 淡滨尼尚育
  - 淡滨尼东
  - 淡滨尼北
  - 淡滨尼西
- 后港單選區
- 榜鹅東單選區（英语：Punggol East SMC）

## 市長
朱倍慶为现任东北区市长。
| # | 名稱        | 選區      | 任期開始 | 任期結束 | 政党       |
| - | ----------- | --------- | -------- | -------- | ---------- |
| 1 | 再努·阿比丁 | 阿裕尼    | 2001年   | 2009年   | 人民行动党 |
| 2 | 張思樂      | 白沙-榜鵝 | 2009年   | 2017年   | 人民行动党 |
| 3 | 朱倍慶      | 淡濱尼    | 2017年   | 現任     | 人民行动党 |

## 外部連結
- 東北社區發展理事會

1°22′10″N 103°56′49″E / 1.36944°N 103.94694°E